# Таванська переправа

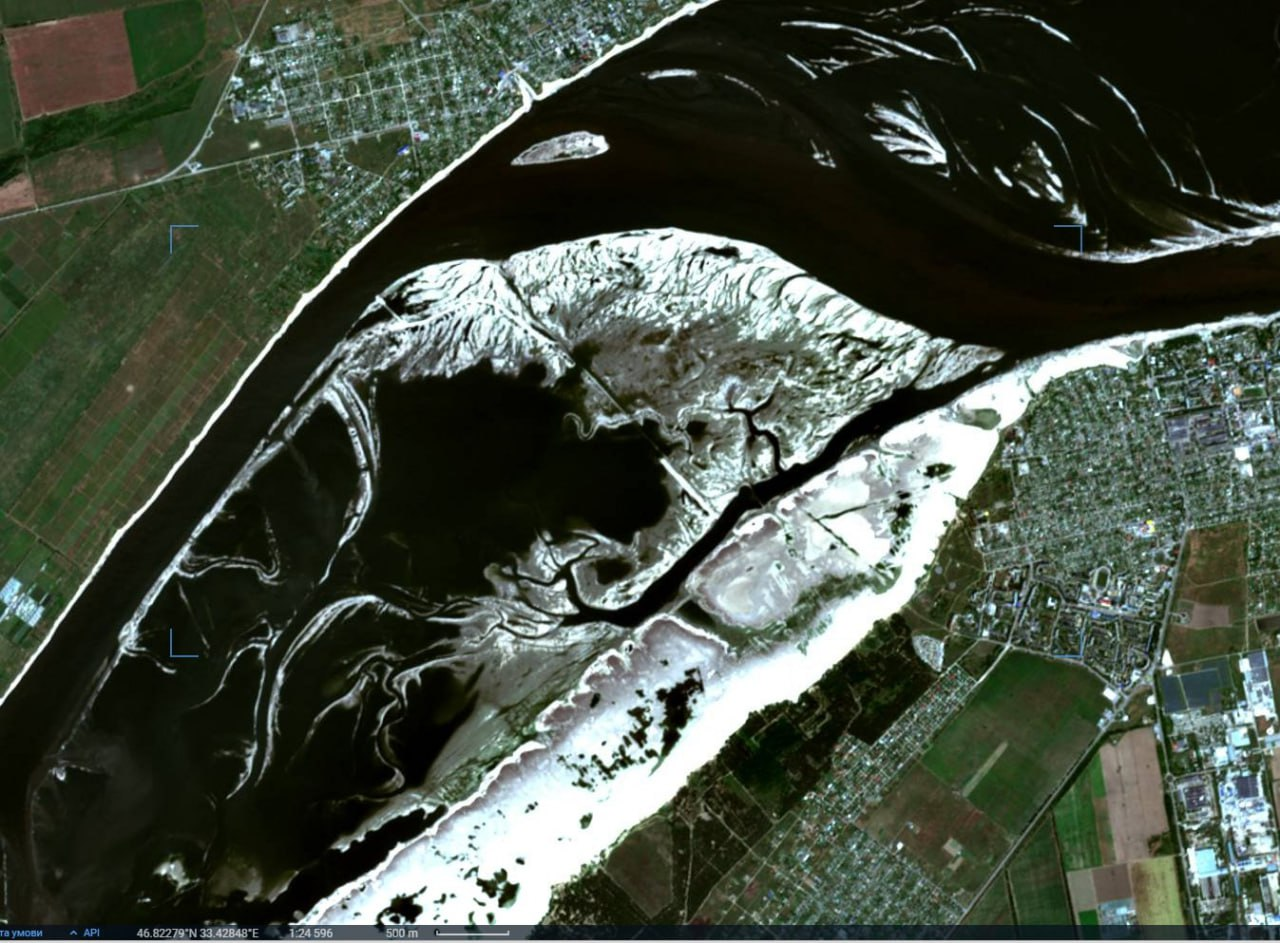
Таванський острів, декілька днів після вибуху Каховської ГЕС

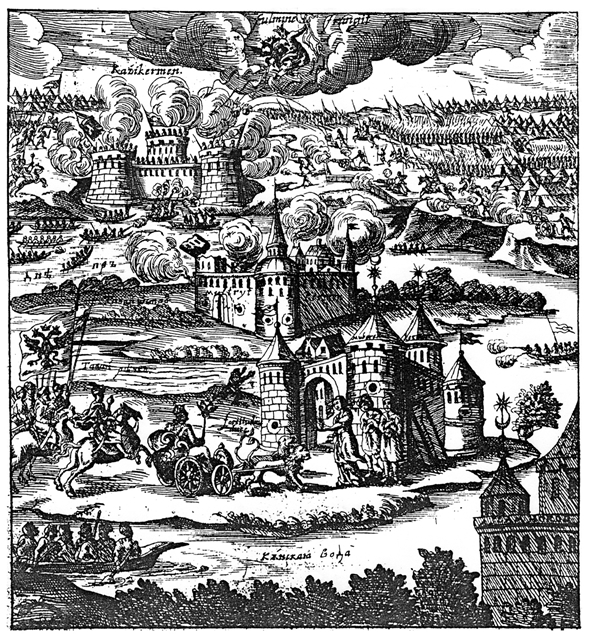
Облога Кизикермена російськими військами за участі Мазепи

Таванська переправа (Казикерменський перевіз, Бериславський чумацький тракт) — переправа через річку Дніпро, відома з часів, коли ці землі входили до Золотої орди, знаходилась біля побудованої в 14 столітті резиденції Тохтамиша Догангечит. А в 15 столітті тут знаходилася «Вітовтова митниця», але наприкінці 15 століття ці землі відійшли до Османської імперії і її васала Кримського Ханства.
Надалі протягом тривалого часу місцевість відігравала ключову роль у відносинах між козаками і нехристиянським населенням степу. На переправі через постійні перестрівання козаками (які замість того, аби гонити за суперником по степу, як правило, відразу збиралися зустрічати ворога біля Тавані) татар, які верталися з награбованим до Криму, з наказу османів було збудовано чотири фортеці: Мустридкермен і Мубараккермен, що були розташовані на острові, та Кизикермен і Асланкермен (райони сучасних Берислава та Каховки відповідно).

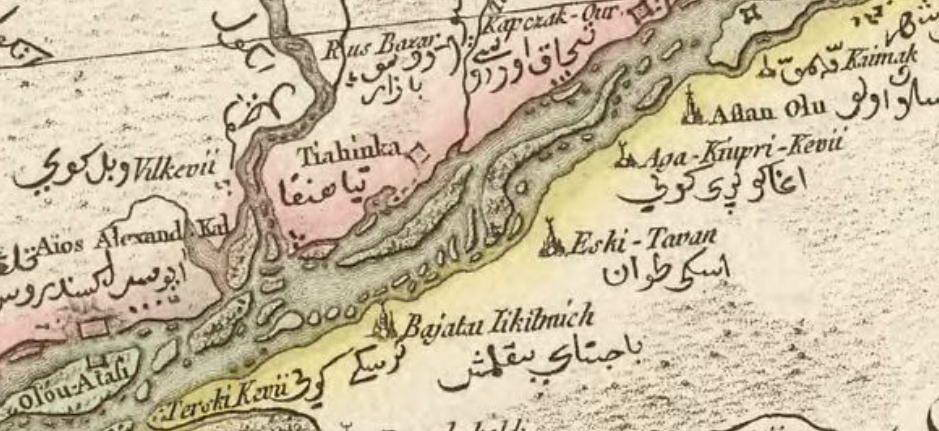
Мапа Річчі Занонні у 1764 р. яка відображає Тавань

У 1523 році козацькі загони Семена Полозовича і Криштофа Кмитича цілий тиждень не пропускали татарського війська через Таванську переправу. Гійом-Левассер де Боплан у видрукуваному 1650 році у Франції «Описі України» називає Таванську переправу «найкращою» з-поміж п'яти на Дніпрі. Дана переправа використовувалася аж до 20 століття, остаточно перестала використовуватися після побудови Каховської греблі в 1950-х роках.

## Історія

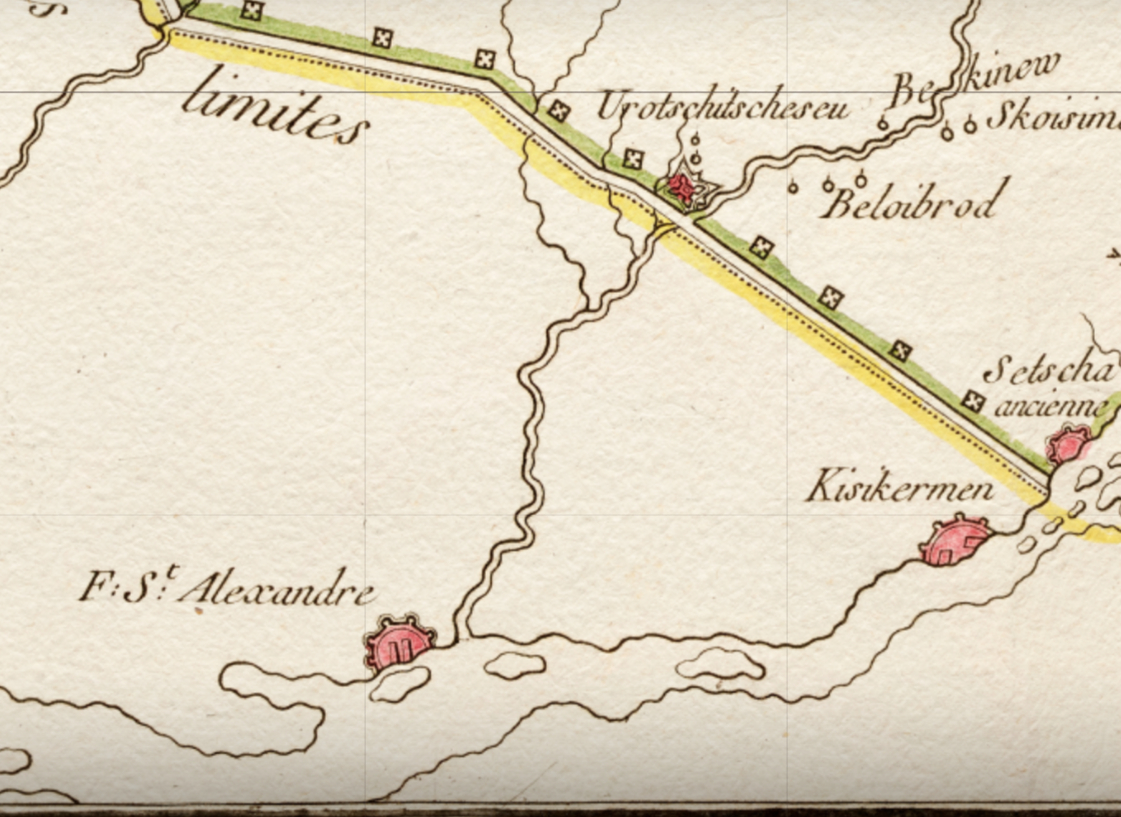
Кизикермен на мапі "Нової Сербії" з військового атласу Les Rouges-Eaux. Париж 1769 рік

До затоплення, у 1930-х роках, острів Тавань знаходився між сучасними Новою Каховкою та Бериславом (з XVI століття – османська фортеця Казікермен нині Херсонська область, Україна.) У XVI століття – XVI століттях острів був укріплений і мав важливе стратегічне значення для османів, гарнізон контролював Таванську переправу. Раніше в цьому місці проходив польсько-кримський кордон: правий берег належав  Кримському ханству. Турецькі султани та їхні кримські васали неодноразово перегороджували русло річки в цьому місці ланцюгами з бубонцями, щоб перешкоджати вільному плаванню запорізьких козаків у Чорне море.

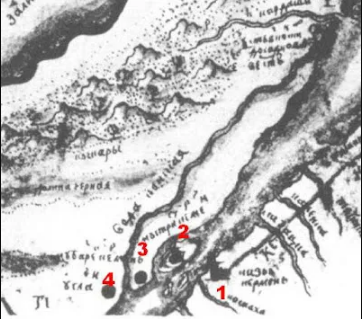
Фортеці в 1685 році: 1. Кизи-Кермен. 2 Мустрід-Кермен. 3.Мубарек-Кермен. 4. Іслам-Кермен

У червні 1695 року московитські війська взяли в облогу Кизикермен та інші фортеці. Форпост османів у пониззі Дніпра 30 липня був захоплений за допомогою інженерної атаки фортечної стіни. Після неї московити увірвалися у фортецю і захопили її. 1 серпня захоплена фортеця Ескі-кермен, а 3 серпня – Асламкермен. У середині серпня така ж доля спіткала фортеці Мустрит-Кермень (Тавань), Іслам-Кермен та Мубарек-Кермен.
У 1698 року Московським царством відбито спроба османо-кримських військ повернути фортеці Ескі-Кермен і Кизикермен.
За винятком Кизикермена три інші фортеці (Мубеуреккермен, Асламкермен, Мустрит-Кермень (Тавань) не збереглися через затоплення острова Тавань водами водосховища.